# The Pride of New York
The Pride of New York é um filme mudo americano de drama e guerra, dirigido por Raoul Walsh e estrelado por seu irmão George Walsh. Foi produzido e distribuído pela Fox Film Corporation.

## Elenco
- George Walsh - Jim Kelly
- James A. Marcus - Pat Kelly
- William Bailey - Harold Whitley
- Regina Quinn - Mary

## Status de Preservação

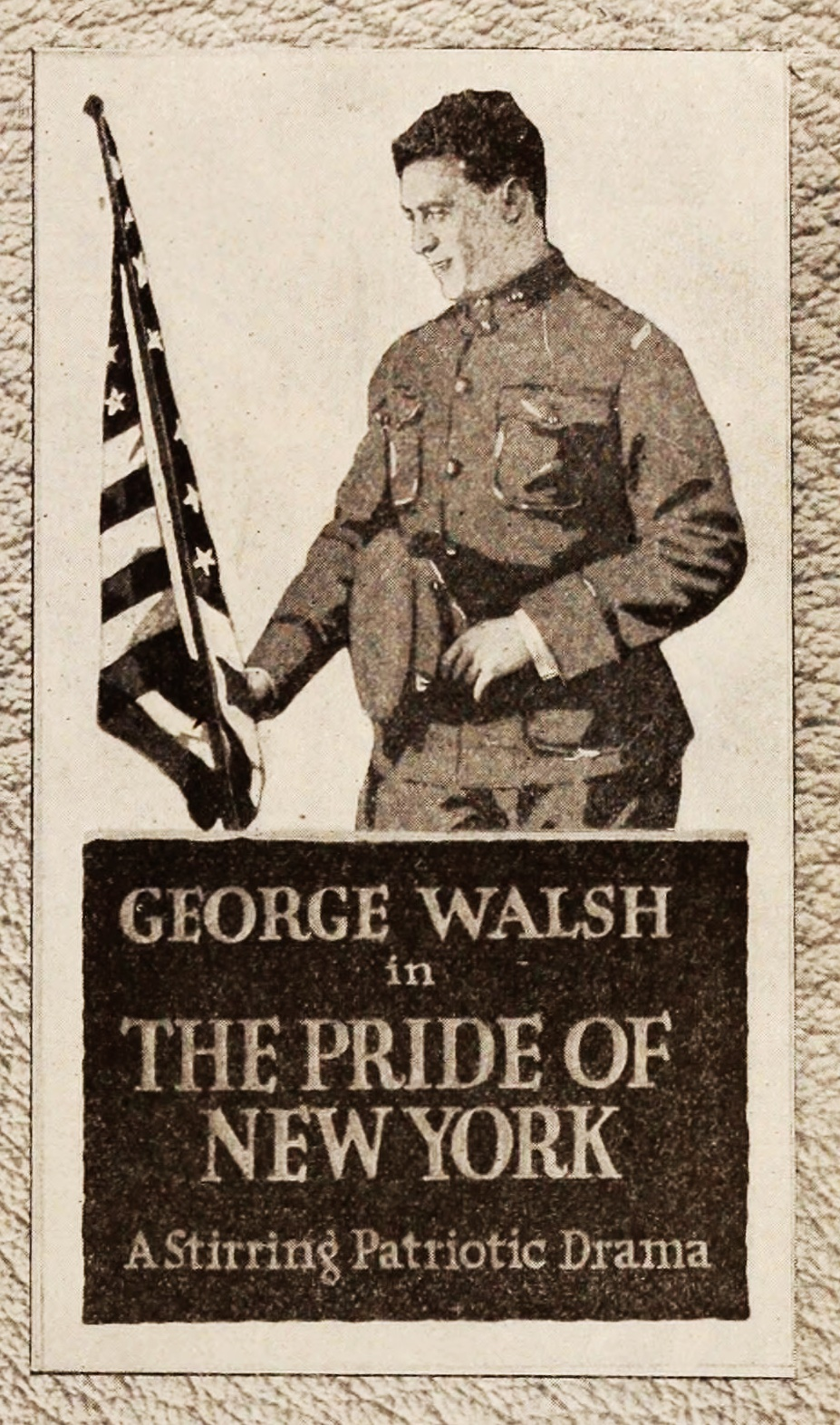
George Walsh em The Pride of New York

O Filme atualmente é considerado Perdido.

## Recepção
Como muitos filmes americanos da época, The Pride of New York foi sujeito a cortes por órgãos de censura de filmes municipais e estaduais. O Chicago Board of Censors exigiu cortes dos dois intertítulos "Uma porcentagem muito pequena desses jovens alistou-se mais por um desejo de conforto do que de patriotismo" e "Mate os homens e sirva-se das mulheres", close-up de oficial alemão atacando homem pé ferido, duas primeiras cenas de luta entre o oficial alemão e a enfermeira na sala de estar, o oficial alemão abrindo a espada e o cinto, tentando desamarrar o casaco, tirando o casaco, todas as cenas de luta entre o oficial alemão e a enfermeira no quarto onde a cama é mostrada, incluindo levar a enfermeira para sala e excluindo outra jovem, e a luta entre o oficial alemão e a jovem mulher no sofá.